# آنا مکرتچیان
آنا آرایی مکرتچیان (ارمنی: Աննա Արայի Մկրտչյան؛ زادهٔ ۲۱ سپتامبر ۱۹۹۴) یک  سیاستمدار اهل ارمنستان است که از تاریخ ۲۰۲۱ تا تاریخ ۲۰۲۶ سمت نمایندگی دوره هشتم مجلس ملی جمهوری ارمنستان را برعهده داشت.

## زندگی‌نامه
در ۲۱ سپتامبر ۱۹۹۴ در ایروان به دنیا آمد و از دانشگاه دولتی ایروان فارغ‌التحصیل شد. 